# Un foc pe cer
Un foc pe cer (titlu original: în engleză Fire in the Sky) este un film SF dramatic american din 1993 regizat de Robert Lieberman. Rolurile principale au fost interpretate de actorii D.B. Sweeney și Robert Patrick.  A fost nominalizat la Premiul Saturn pentru cel mai bun film științifico-fantastic.

## Rezumat
Întorcându-se în oraș, un grup de tăietori de lemne (inclusiv Travis Walton), după o zi de muncă, observă lumini în pădure. Intrigat, Walton se apropie de sursa de lumină pentru a investiga natura acesteia, când este lovit de o rază de lumină emanată de un OZN. Însoțitorii lui fug de teamă, când se întorc să-l recupereze, el a dispărut; apoi, disperați, ei spun poliției ce sa întâmplat, depunând mărturie că au avut o întâlnire de aproape cu OZN-uri și dezvăluind dispariția lui Walton. 
Un ofițer de poliție este convins că tăietorii de lemne și-au ucis de fapt colegul. Totuși, după câteva zile, Walton reapare într-o stare confuză, fără să-și amintească ce i s-a întâmplat. 
Începând un proces obositor de reintegrare în viața de zi cu zi, Walton îl întâlnește pe ofițerul de poliție, care de data asta îl acuză că și-a orchestrat dispariția pentru a câștiga notorietate (unii copii i-au cerut autografe), afirmând că mai devreme sau atunci va dovedi asta.
Deodată, aproape brusc, Travis Walton începe să-și amintească întâlnirea cu extratereștrii și testele pe care le-a suportat.

## Distribuție
- D. B. Sweeney – Travis Walton
- Robert Patrick – Mike Rogers
- James Garner – Lt. Frank Watters
- Craig Sheffer – Allan Dallis
- Peter Berg – David Whitlock
- Henry Thomas – Greg Hayes
- Bradley Gregg – Bobby Cogdill
- Kathleen Wilhoite – Katie Rogers
- Georgia Emelin – Dana Rogers
- Scott MacDonald – Dan Walton
- Noble Willingham – Șerif Blake Davis
- Charles Foote – Paramedic